# نرسکایا
نرسکایا (انگلیسی: Nerskaya) یک رودخانه در استان مسکو کشور روسیه است.